# میات گاچینوویچ
میات گاچینوویچ (صربی: Mijat Gaćinović؛ زادهٔ ۸ فوریهٔ ۱۹۹۵) بازیکن فوتبال اهل صربستان است.
از باشگاه‌هایی که در آن بازی کرده‌است می‌توان به باشگاه فوتبال وویوودینا و باشگاه فوتبال آینتراخت فرانکفورت اشاره کرد.
وی همچنین در تیم ملی فوتبال صربستان بازی کرده‌است.